# Jaroslaw Choma
Jaroslaw Bohdanowytsch Choma (ukrainisch Ярослав Богданович Хома; * 17. Februar 1974 in Lemberg) ist ein ehemaliger ukrainischer Fußballspieler. Der Mittelfeldspieler war ukrainischer Nationalspieler.
Jaroslaw Choma begann seine Karriere bei Promin Sambir. 1995 wechselte er zu Wolyn Luzk in die Premjer-Liha. Nach einer Saison ging er zum zweitklassigen Podillja Chmelnyzkyj. Mit dem Klub stieg er 1997 ab, schaffte aber im nächsten Jahr den direkten Wiederaufstieg. 1999 wechselte er wieder in die erste Liga zu Karpaty Lwiw. Mit Karpaty nahm er am UEFA-Pokal 1999/2000 teil, wo man aber schon in der ersten Runde nach Elfmeterschießen ausschied. Im ersten Halbjahr 2001 war er bei Schachtjor Donezk und kehrte dann zu Karpaty Lwiw zurück. 2003 wurde er wegen Dopings für sieben Monate gesperrt. 2004 wechselte er dann zu Metalurh Saporischschja. 2005/06 war er wieder bei Wolyn Luzk und 2006/07 bei Krywbas Krywyj Rih.
Choma wurde 2001 einmal in die ukrainische Nationalmannschaft berufen.